# Beulas

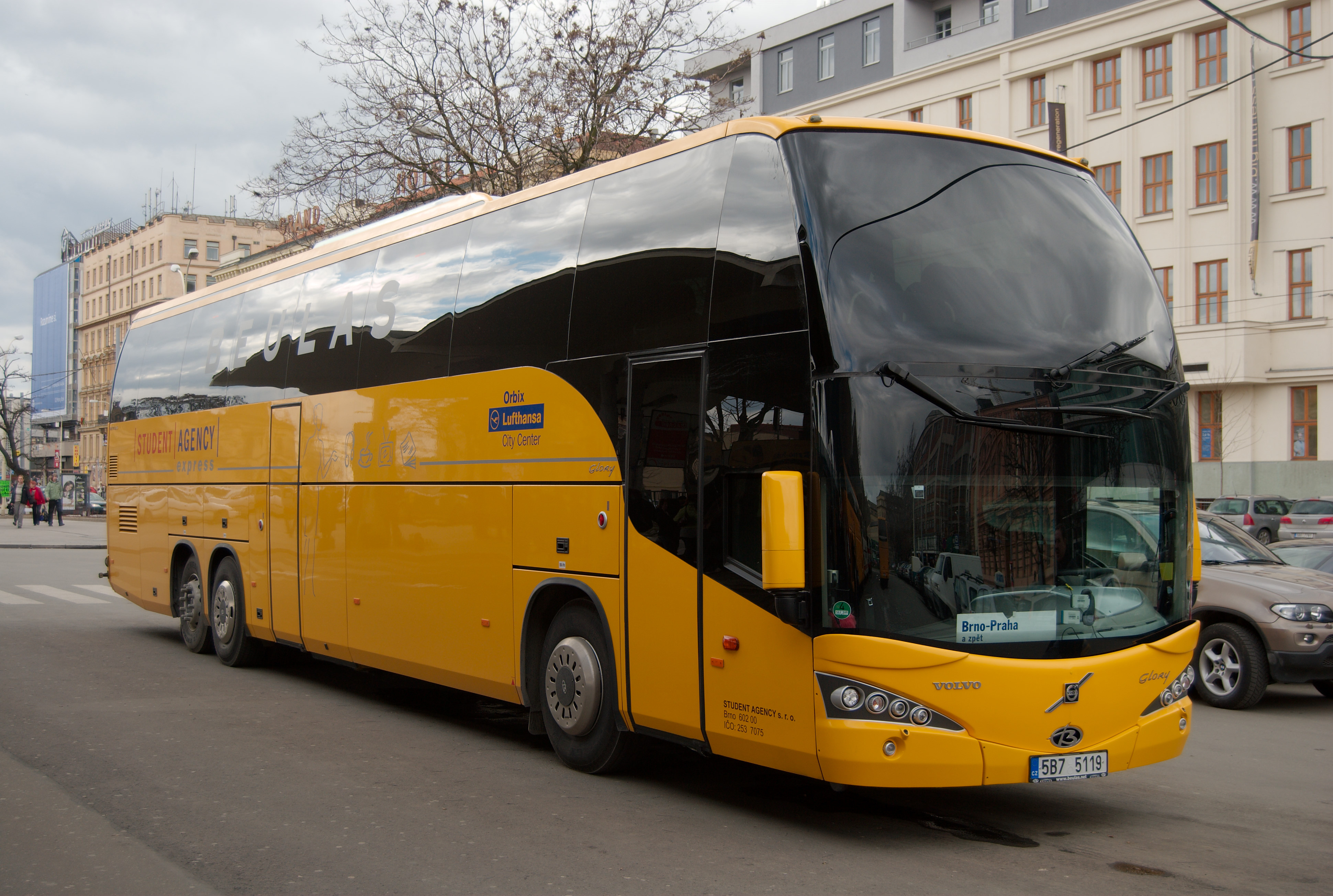
Beulas Glory

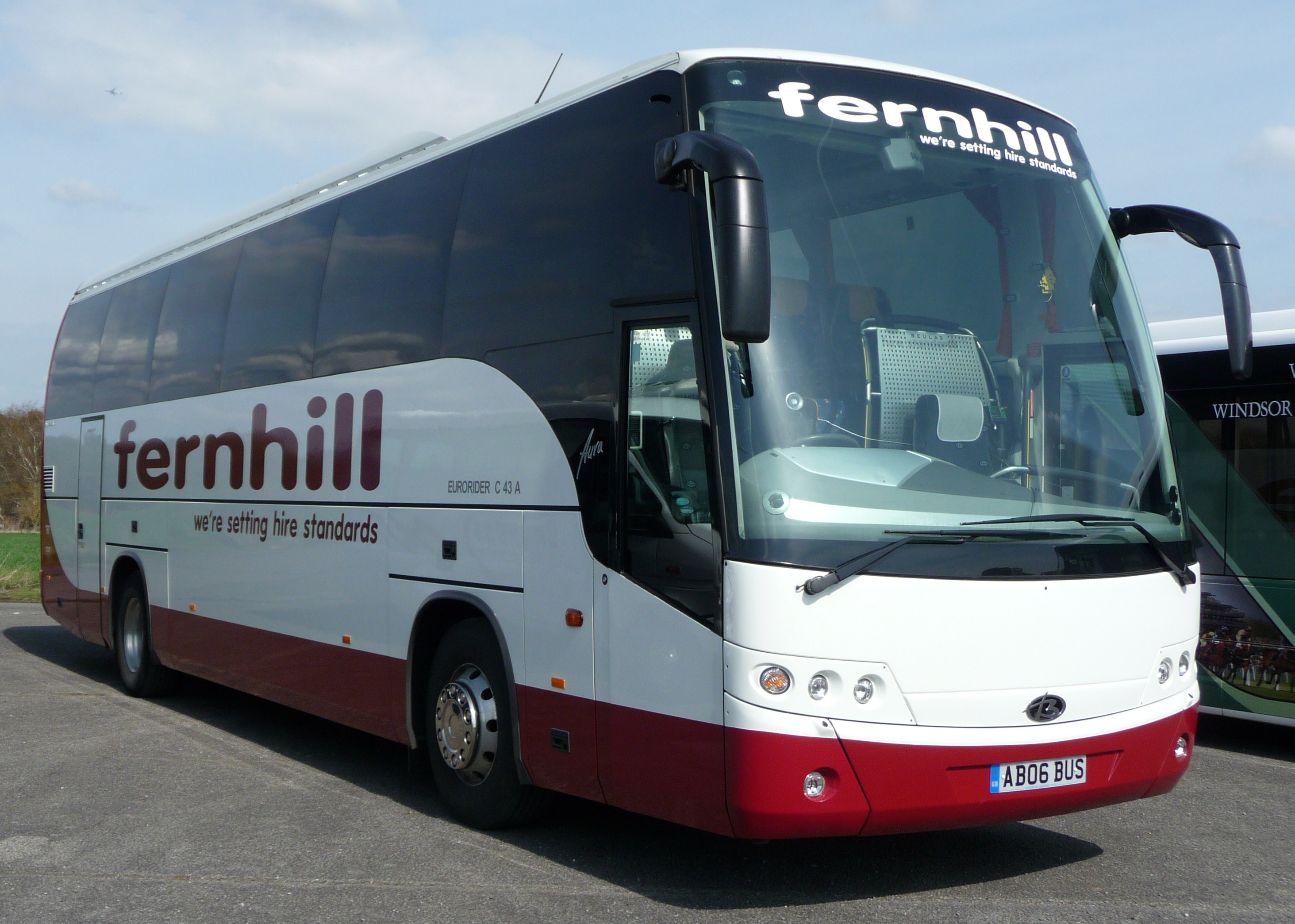
Beulas Aura

Beulas — испанский производитель автобусов. Компания основана в 1934 году.
В его программе четыре типа туристических и один автобус среднего класса с высокой крышей.
Самые новые модели, комфортабельные туристические автобусы с высоким кузовом Aura и Cygnus предлагаются в разных вариантах длины от 12 до 15 метров, с количеством сидений до 71. У автобуса Aura вместительный багажный отсек, объёмом 16,5 кубометров.
Элегантный дизайн и роскошный салон с большими расстояниями между креслами делают модели
Aura и Cygnus очень удобными и приятными машинами туристического класса.
Beulas выпускает также туристические модели Stegro E,Eurostar E.
Автобусы среднего класса Star E имеют длину от 8,8 до 10,3 метров в зависимости от модификации.
Компания Beulas выпускает около 200 автобусов в год.

## Модельный ряд
- Beulas Aura
- Beulas Cygnus
- Beulas Gianino
- Beulas Glory
- Beulas Jewel
- Beulas Stergo Spica